# Ligaria affinis
Ligaria affinis är en bönsyrseart som beskrevs av Johann Heinrich Kaltenbach 1996. Ligaria affinis ingår i släktet Ligaria och familjen Mantidae. Inga underarter finns listade i Catalogue of Life.